# Krutyń
Krutyń (niem. Kruttinen / niem. Cruttinnen)– wieś w Polsce, położona w województwie warmińsko-mazurskim, w powiecie mrągowskim, w gminie Piecki.

## Podział administracyjny
W latach 1975–1998 miejscowość administracyjnie należała do województwa olsztyńskiego.

## Historia
Wieś powstała około roku 1500 jako osada przy stanicy myśliwskiej wielkiego mistrza krzyżackiego Fryderyka z Miśni. Stanicę myśliwską przebudowano następnie na drewniany zameczek, który w 1527 roku służył za schronienie księciu Albrechtowi Hohenzollernowi w czasie panującej w Prusach Książęcych epidemii dżumy. Około 1651 zameczek był siedzibą nadleśniczego. Wokół niego powstała osada smolarzy, dziegciarzy i robotników wyrabiających potaż. W 1740 istniała już w Krutyni szkoła. W 1874 roku wieś stała się samodzielną gminą. 
Nazwa wsi Krutyń została zapożyczona od rzeki noszącej teraz oficjalną nazwę Krutynia. Na mapie Narońskiego z 1663 figuruje ona jako Krutynia. Jest to nazwa wywodząca się z języka staropruskiego, spokrewnionego z litewskim.
W latach międzywojennych (początek XX w.) stała się miejscowością letniskową. Przed II wojną światową istniały w niej 4 pensjonaty (m.in. Kurhaus Waldesruh, Kurhaus Sobottka, Kurhaus Grünwald) oraz liczne kwatery prywatne. W 1939 roku wieś liczyła 436 mieszkańców.
We wsi zlokalizowano siedzibę Mazurskiego Parku Krajobrazowego, poza tym znajduje się tu również Ośrodek Okresowej Rehabilitacji Bocianów oraz Ośrodek Edukacji Przyrodniczo-Kulturowej.
W miejscowości znajduje się zabytkowy cmentarz ewangelicki, na którym zachowało się kilka żeliwnych krzyży z XIX wieku. Istniejące groby pochodzą w większości z okresu międzywojennego i z okresu po 1944. Na nekropolii znajdują się groby Ernsta Wiecherta, wybitnego pisarza mazurskiego (autora m.in. powieści Dzieci Jerominów, ukazującego losu mieszkańców mazurskiej wsi Sowiróg nad Jeziorem Nidzkim). Cmentarz został odnowiony na początku lat 90. XX w. dzięki staraniom Stowarzyszenia Mazurskiego, Stowarzyszenia Miłośników Twórczości Ernsta Wiecherta i dyrekcji Mazurskiego Parku Krajobrazowego. Przewodniczący Stowarzyszenia Mazurskiego Tadeusz Willan ocalił żeliwny krzyż babci Wiecherta, przechowując go w piwnicy swego domu.
W 1934 Krutyń odwiedził Melchior Wańkowicz, który wraz z córeczką – Tirliporkiem – spędzał na Mazurach wakacje uwiecznione w powieści Na tropach Smętka. W 1963 roku w miejscowości spędzał wakacje noblista John Steinbeck.

## Ludzie związani z miejscowością
- Tadeusz Willan (1932–2018) – urodzony i pochowany na tutejszym cmentarzu pisarz, dziennikarz i działacz mazurski[5],
- Karol Małłek (1898–1969) – działacz mazurski, pisarz, folklorysta, który mieszkał tutaj w latach 1951–1957.

## Galeria

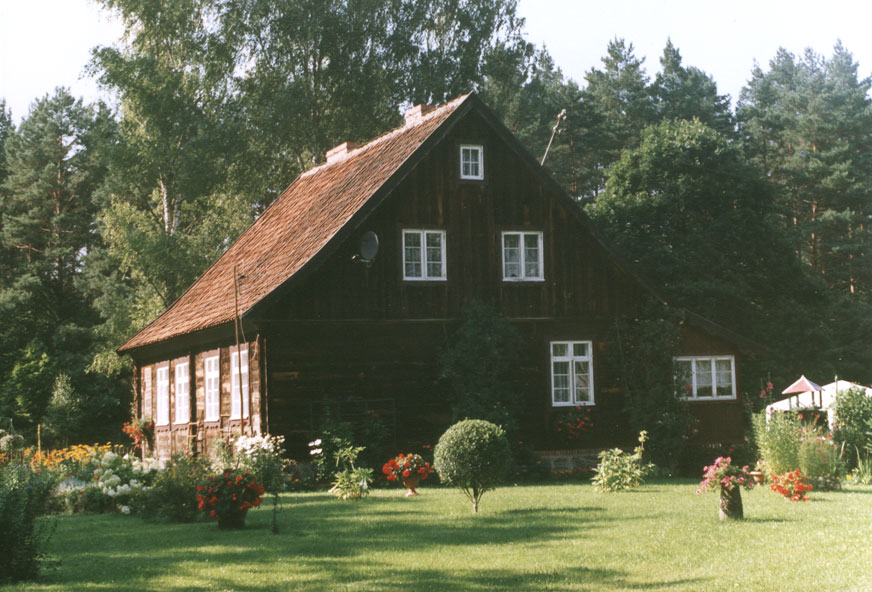
Krutyń, dom nr 26
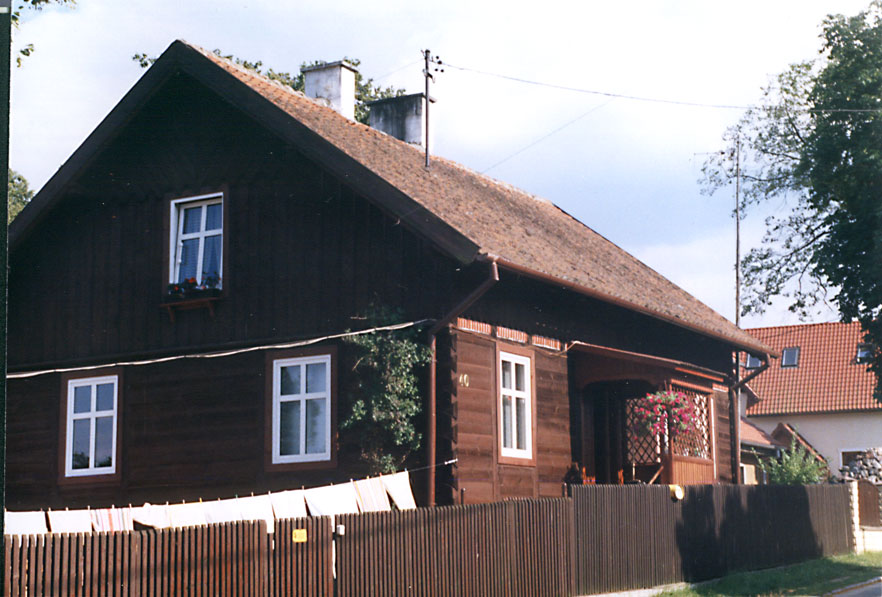
Krutyń, dom nr 40
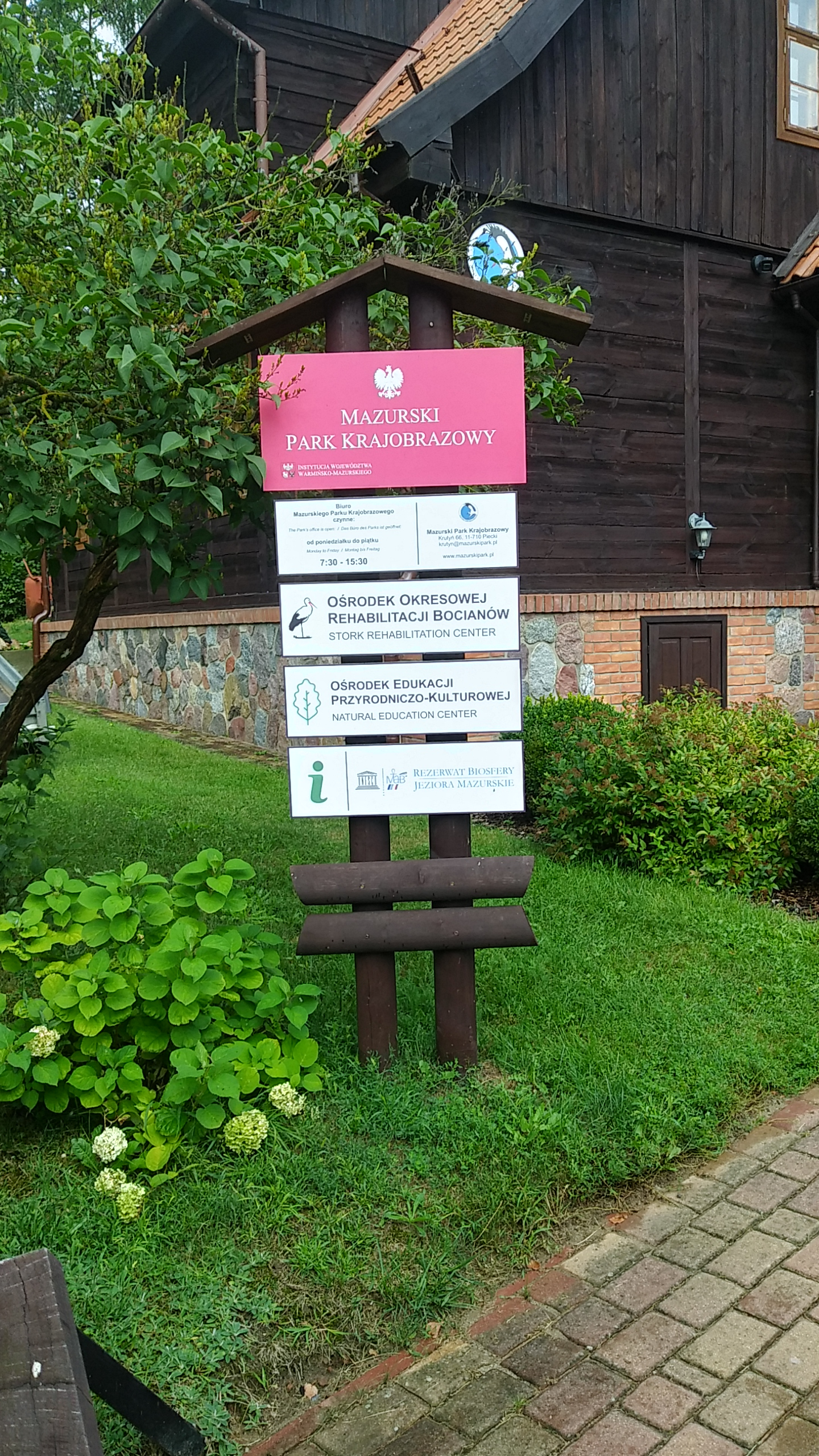
Krutyń, Biuro Mazurskiego Parku Krajobrazowego
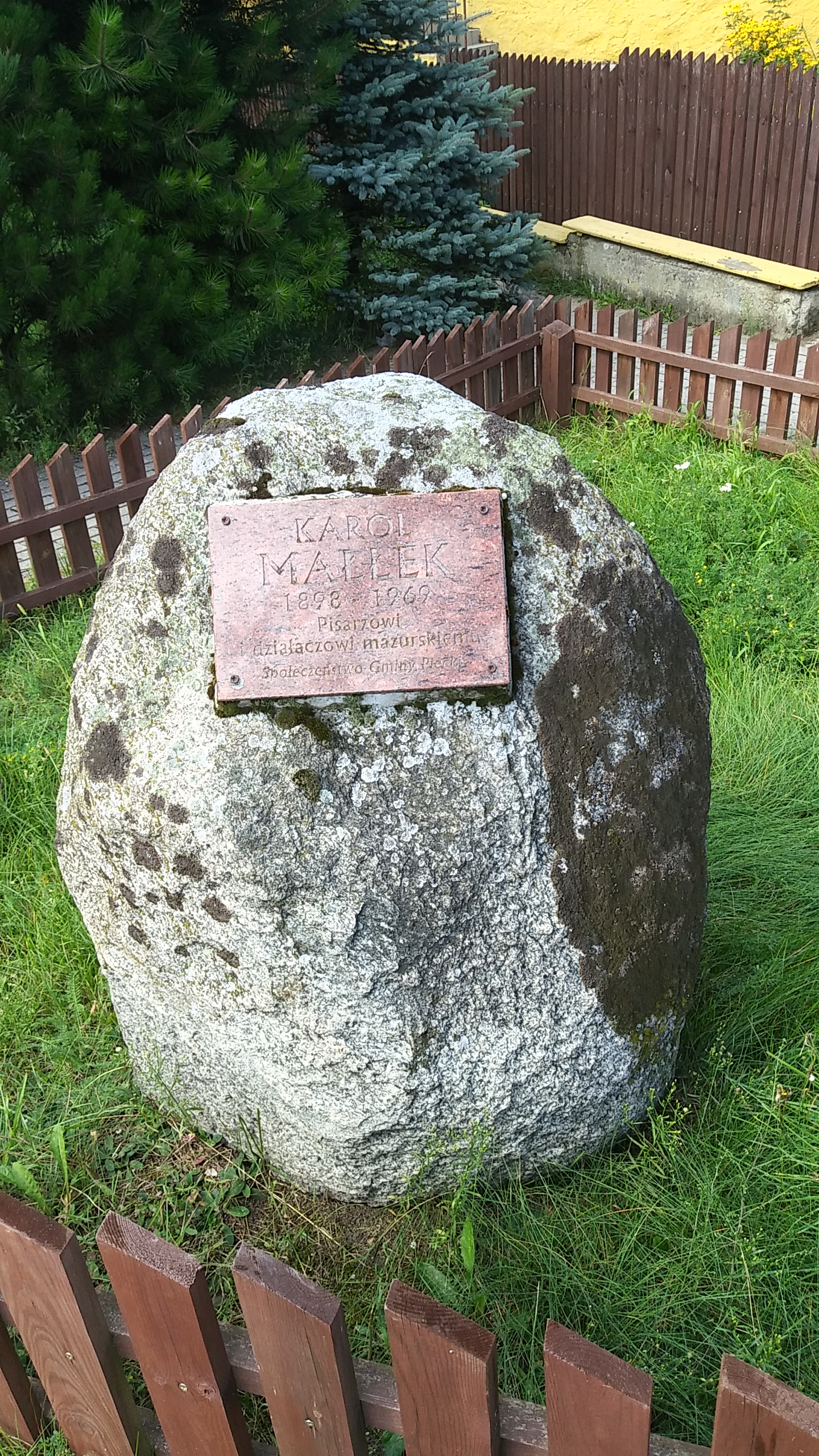
Krutyń, głaz pamięci Karola Małłka